# Kosowóz Mierosławskiego
Kosowóz Mierosławskiego (taran bojowy, ostrokół przenośny) – improwizowany pojazd bojowy wymyślony przez Ludwika Mierosławskiego i używany sporadycznie w powstaniu wielkopolskim 1848 i powstaniu styczniowym 1863. Miał on być według Mierosławskiego „nowym systemem obrony i ataku”.

## Konstrukcja
Wielu autorów odnosi się do wynalazków Mierosławskiego, ale rzadko pojawia się jakiś konkretny opis. Przeważnie pojawiają się w książkach lakoniczne stwierdzenia typu: „skrzynie z kosami”, „ruchome wozy z kosami”. Najobszerniejszy chyba opis można znaleźć w książce Walerego Przyborowskiego. Opisał on kosowóz w sposób następujący (pisownia oryginalna):

Składał się przedewszystkiem z wozu na dwóch kołach, zaopatrzonego w kratę, z ośmiu po bokach przedziałami dla 16 strzelców i uzbrojonego w sterczące zewnątrz kosy i fajerwerki. Szesnastu umieszczonych wewnątrz ludzi miało pchać ten sprzęt ciężki, na polskich drogach piaszczystych lub błotnych wcale nieprzydatny. Mimo to Mierosławski wielką wagę przywiązywał do tego swego wynalazku.

Trudno ocenić, czym konkretnie były fajerwerki z przytoczonego powyżej cytatu. Być może chodziło tutaj o race kongrewskie.

## Użycie bojowe
Pierwszy raz wynalazek Mierosławskiego został bojowo użyty w czasie powstania wielkopolskiego w bitwie pod Miłosławiem, która miała miejsce 30 kwietnia 1848. W czasie tej bitwy 200 strzelców ustawiło się pomiędzy trzema taranami Mierosławskiego ustawionymi w półkole. Narzekano jednak, że te tarany okazały się zupełnie bezużyteczne.
Kolejnym konfliktem zbrojnym, gdzie używano kosowozów, było powstanie styczniowe. Na początku powstania zbudowano kilka kosowozów w Belgii i transportowano je do Kongresówki. Zostały one jednak zarekwirowane podczas transportu przez Prusaków w Bydgoszczy. Mierosławski jednak się tym nie zraził i po przybyciu na miejsce nakazał ponowną budowę kosowozów. Przed bitwą pod Krzywosądzem zbudowano jeden, który nie odegrał w tej bitwie żadnej roli i przejęli go potem Rosjanie. Niektórzy nawet twierdzą, że budowa tej machiny doprowadziła do przegrania bitwy. Oddział zamiast maszerować na dogodną pozycję, był przez dwa dni uwiązany do jednego miejsca, gdzie budowano ten pojazd bojowy. Potem przed bitwą pod Nową Wsią znowu Mierosławski kazał budować swój wynalazek. Brak jest informacji o tym, jak się sprawdził w bitwie. Bitwa była w każdym razie przegrana. Kolejnym miejscem, gdzie kosowozy pojawiły się na polu bitwy, była bitwa pod Igołomią. Tutaj jednak wyprawa rozpoczęła się tak nagle i niespodziewanie, że nie zdążono przyszykować i złożyć kosowozów. Ostatecznie więc w bitwie zupełnie nie były wykorzystane. Mierosławski jednak dalej nie rezygnował z budowy swoich machin. Miały być one następnie użyte w wyprawie morskiej na Litwę, która miała się odbyć wiosną 1864. Zbudowano więc w Liège kolejnych 12 kosowozów. Wyprawa jednak nie doszła do skutku.